# Sani Abacha-stadion
Het Sani Abacha-stadion is een multifunctioneel stadion in Kano, een stad in het noorden van Nigeria. Het stadion wordt meestal gebruikt voor voetbalwedstrijden, maar kan bijvoorbeeld ook voor atletiekwedstrijden ingezet worden. De voetbalclub Kano Pillars FC speelt in dit stadion zijn thuiswedstrijden. In het stadion is plaats voor 16.000 toeschouwers. Het stadion is vernoemd naar Sani Abacha (1943–1998), president en dictator van Nigeria van 1993 tot 1998. 

## Toernooien
In 2000 werd van dit stadion gebruikgemaakt voor voetbalwedstrijden op het Afrikaans kampioenschap voetbal dat van 22 januari tot en met 13 februari 2000 in Ghana en Nigeria werd georganiseerd. Deze landen vervingen Zimbabwe, dat land zou het toernooi eerst organiseren. In dit stadion werden 6 groepswedstrijden en de kwartfinale tussen Egypte en Tunesië (0–1) gespeeld. In 2009 werd van dit stadion gebruikgemaakt voor het Wereldkampioenschap voetbal onder 17. Dat toernooi was van 24 oktober tot en met 15 november in Nigeria. Er waren in dit stadion 6 groepswedstrijden en de kwartfinale tussen Spanje en Burkina Faso (4–1).